# واهرام پاپازیان (هنرپیشه)
واهرام گامری پاپازیان (به ارمنی: Վահրամ Գամերի Փափազյան) (زاده ۶ ژانویه ۱۸۸۸ - درگذشته ۵ ژوئن ۱۹۶۸) هنرپیشه و نویسنده ارمنی سینمای اتحاد شوروی بود. پاپازیان برای اجرای نقش‌های شکسپیری به خصوص در «اتللو» (۱۹۲۸) و «هملت» شهرت داشت

## زندگی‌نامه
واهرام پاپازیان در ۱۸ ژانویه [سبک قدیمی: ۶ ژانویه] ۱۸۸۸ در کنستانتینوپل زاده شد.
وی از سال ۱۹۰۵ تا ۱۹۰۷ در «دانشکده موراد-رافائلیان ارمنیان ونیز» و از سال ۱۹۰۸ تا ۱۹۱۱ در «فرهنگستان هنرهای زیبای میلان» تحصیل نمود.
پاپازیان بین سال‌های ۱۹۲۲–۱۹۵۳ به همراه گروه‌های تئاتری ارمنی و روسی به کشورهای مختلف سفر نمود و نمایش‌هایی را در تئاترهای ارمنیان (استانبول، تفلیس، باکو)، تئاتر مالی مسکو و در فرانسه، ایتالیا، اتریش، اسپانیا و بلژیک اجرا نمود.
وی بین سال‌های ۱۹۳۲–۱۹۵۴ در شهر لنینگراد (سن پترزبورگ فعلی) اقامت داشت.
در سال ۱۹۳۳ رضاشاه تصمیم به ایجاد «شرکت تئاتر دولتی ملی» نمود و از واهرام پاپازیان برای اجرای تعدای نمایش برای صلیب سرخ ایران دعوت نمود.
پاپازیان از سال ۱۹۵۴ تا زمان درگذشتش در سال ۱۹۶۸ ستاره برجسته «فرهنگستان تئاتر سوندوکیان» بود.
واهرام پاپازیان در ۵ ژوئن ۱۹۶۸ در سن ۷۹ سالگی در لنینگراد درگذشت و در آرامستان پانتئون کومیتاس، ایروان به خاک سپرده شد.

## جوایز و افتخارات
- هنرمند مردمی ارمنستان شوروی
- جایزه هنرمند مردمی اتحاد جماهیر شوروی (۱۹۵۶)
- هنرمند مردمی گرجستان شوروی
- نشان لنین

## نمایش‌های برجسته
| نام نمایش               | نقش         | پدیدآورنده       |
| ----------------------- | ----------- | ---------------- |
| اتللو                   | اتللو       | ویلیام شکسپیر    |
| هملت                    | هملت        | ویلیام شکسپیر    |
| رومئو و ژولیت           | رومئو       | ویلیام شکسپیر    |
| مکبث                    | مکبث        | ویلیام شکسپیر    |
| بالماسکه                | Arbenin     | میخائیل لرمونتوف |
| جسد زنده                | Prorasova   | لئو تولستوی      |
| قلب من در کوهستان‌ها است | MEK-Gregory | ویلیام سارویان   |

## فیلمشناسی
- آقای ژاک و دیگران
- ۱۹۵۷ قلب است که می‌خواند
- ۱۹۵۵ ارواح قله را ترک نمودند
- ۱۹۵۴ اسکندربیگ
- ۱۹۲۴ Qiz qalasi
- ۱۹۲۲ یک تراژدی عاشقانه در استانبول
- ۱۹۲۲ راز و رمز بسفر
- ۱۹۱۷ Sumerki

## نگارخانه

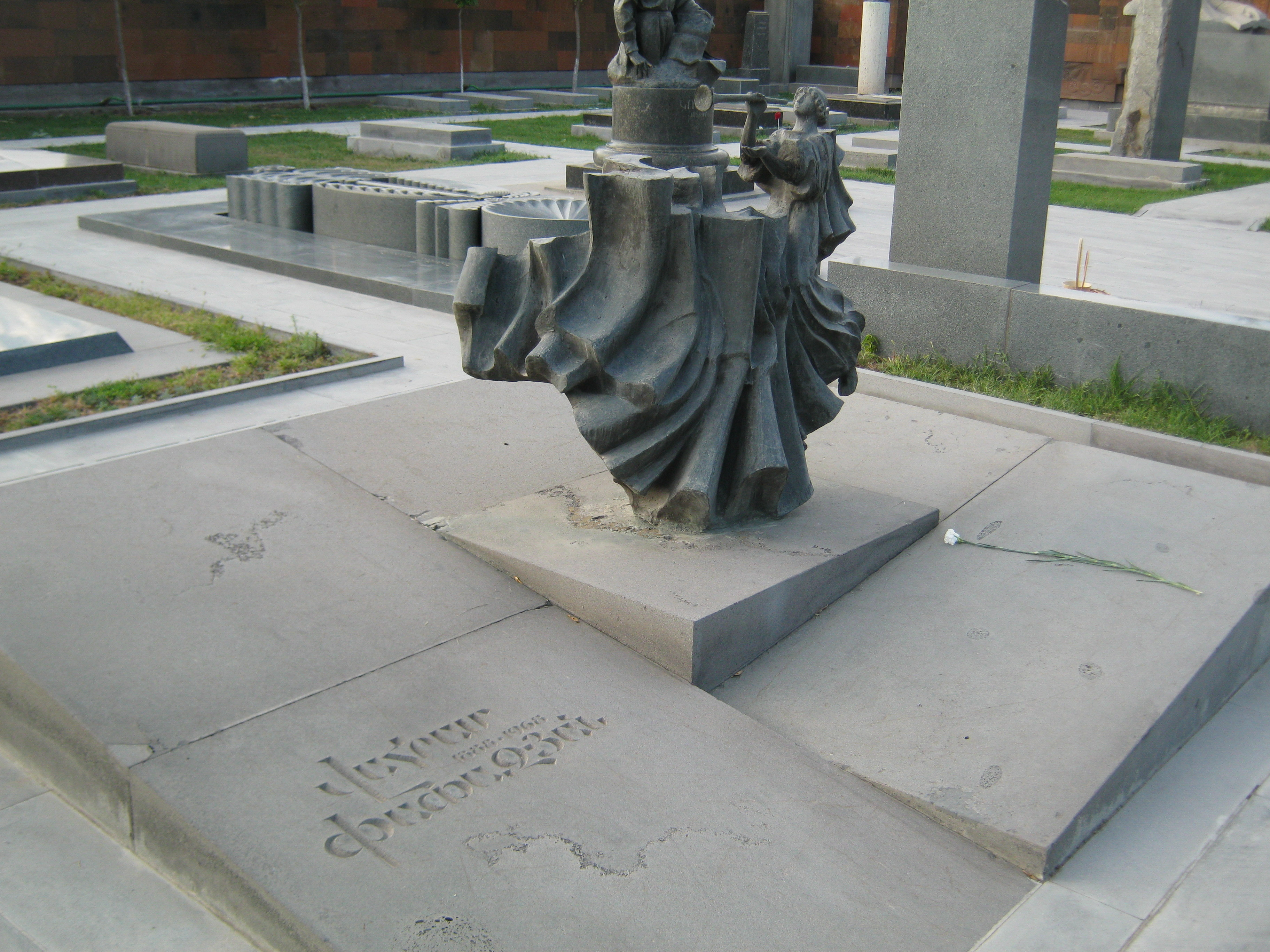
مدفن واهرام پاپازیان، آرامستان پانتئون در ایروان
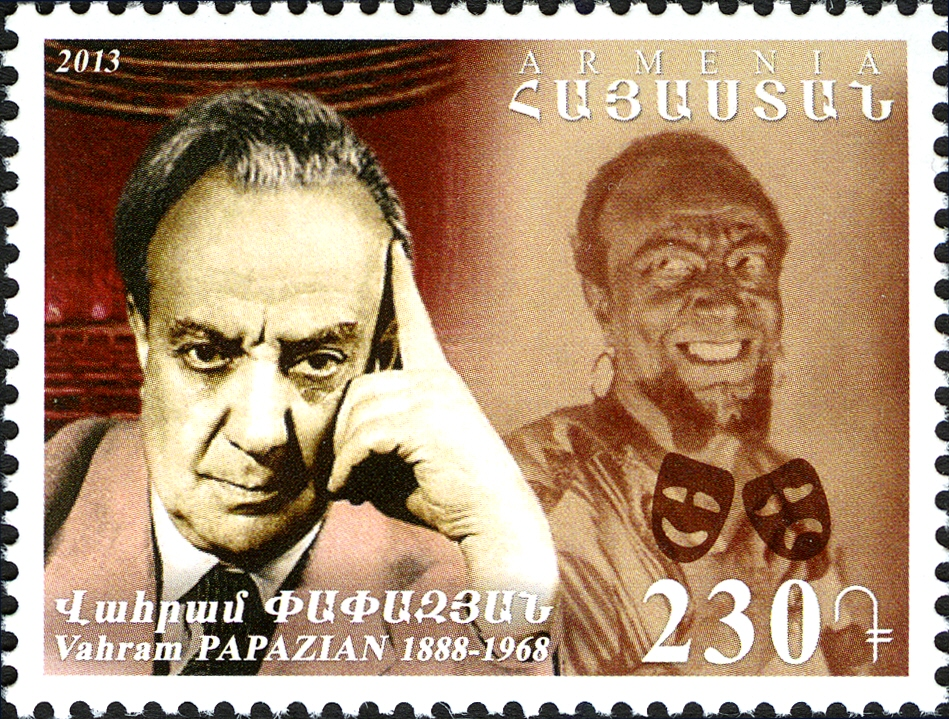
تمبر یادبود واهرام پاپازیان (ارمنستان ۲۰۱۳)
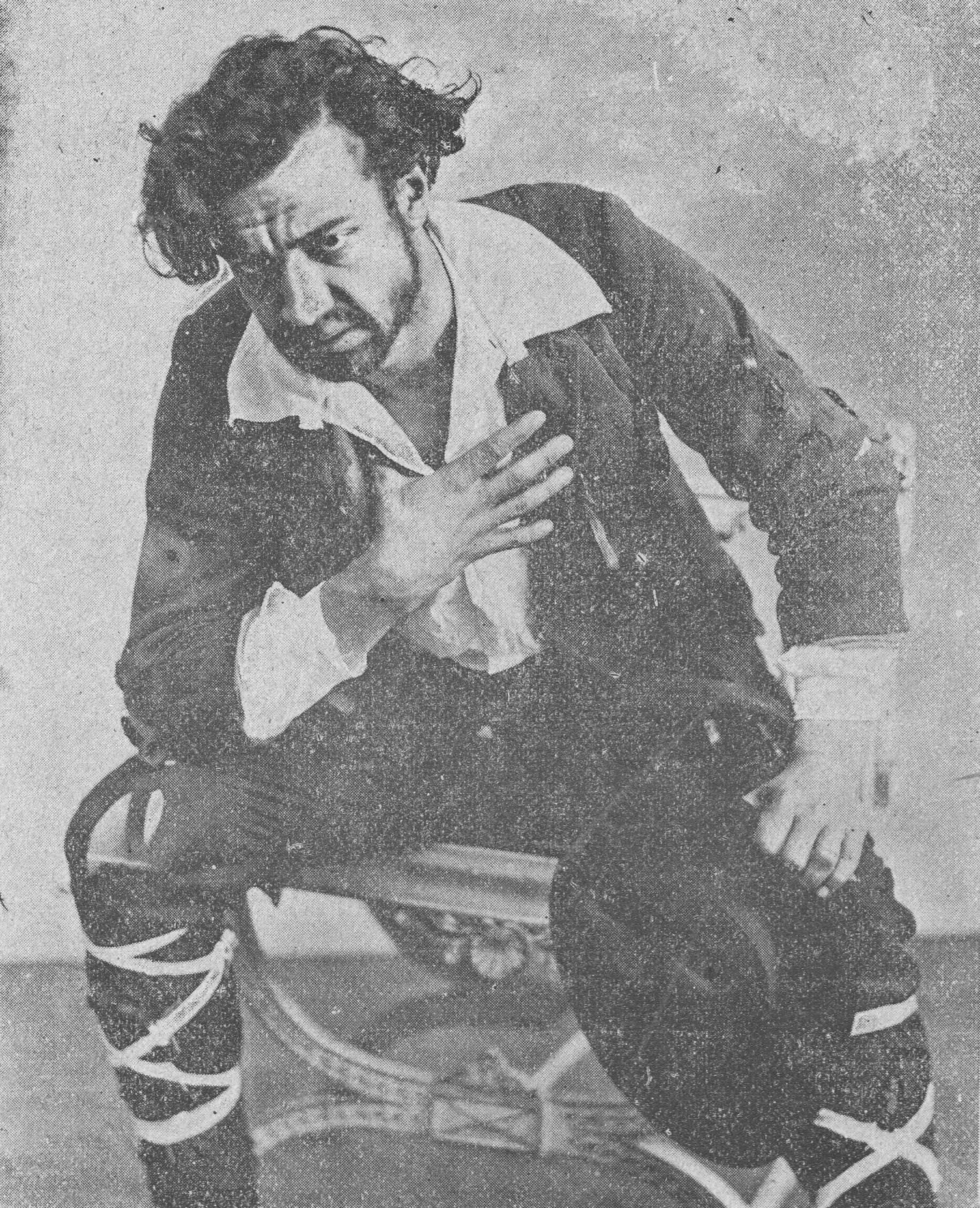
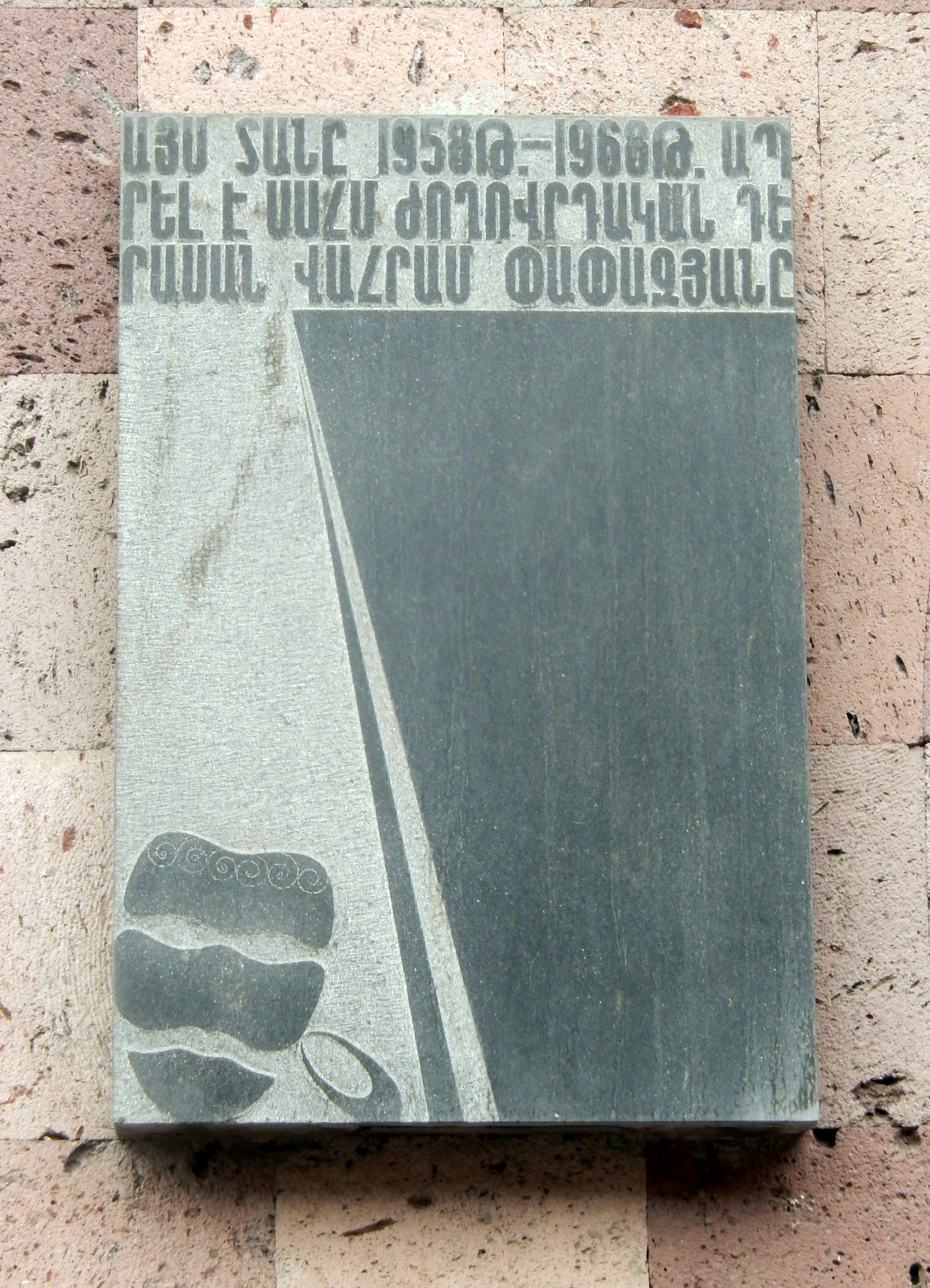